# The Women's Tour 2017
La 4e édition de The Women's Tour a lieu du 7 au 11 juin 2017. Il s'agit de la onzième épreuve de l'UCI World Tour féminin 2017. L'épreuve est remportée par la Polonaise Katarzyna Niewiadoma. 
Lors de la première étape, pourtant plate, Katarzyna Niewiadoma attaque seule et résiste durant cinquante kilomètres au retour du peloton. Elle gagne l'étape et obtient ainsi une avance décisive au classement général. Sur la deuxième étape, Amy Pieters s'impose au sprint au terme d'une étape mouvementée. La troisième étape se conclut par un sprint massif remporté par Chloe Hosking. Le lendemain, une échappée de quatre coureuses se dispute la victoire. Sarah Roy devance Christine Majerus qui effectue une importante remontée au classement général. La dernière étape qui se déroule sous la forme d'un critérium à Londres voit Jolien D'Hoore s'imposer au sprint. Les classements par points et des sprints sont remportés par Christine Majerus qui s'adjuge également la deuxième place du classement général. Le podium est complèté par Hannah Barnes qui est en conséquence vainqueur du classement de la meilleure Britannique de l'épreuve. La meilleure grimpeuse est Audrey Cordon. La formation Sunweb est la meilleure équipe.

## Équipes
| Équipes féminines professionnelles (17)- Alé Cipollini Galassia - BePink Cogeas - Boels Dolmans - Canyon-SRAM - Cervélo Bigla - Cylance Pro Cycling - Drops - FDJ-Nouvelle Aquitaine-Futuroscope - Hitec Products - Lares-Waowdeals Women Cycling Team - Lensworld-Kuota - Orica-Scott - Sunweb - VéloCONCEPT Women - Wiggle High5 - WM3 Pro Cycling - Team WNT |
| |

## Étapes
| Étape     | Date    | Villes étapes                     | type            | Distance (km) | Vainqueur d'étape    | Leader du classement général |
| --------- | ------- | --------------------------------- | --------------- | ------------- | -------------------- | ---------------------------- |
| 1re étape | 7 juin  | Daventry – Kettering              | étape de plaine | 147,5         | Katarzyna Niewiadoma | Katarzyna Niewiadoma         |
| 2e étape  | 8 juin  | Stoke-on-Trent – Stoke-on-Trent   | étape vallonnée | 144,5         | Amy Pieters          | Katarzyna Niewiadoma         |
| 3e étape  | 9 juin  | Atherstone – Royal Leamington Spa | étape vallonnée | 151           | Chloe Hosking        | Katarzyna Niewiadoma         |
| 4e étape  | 10 juin | Chesterfield – Derbyshire         | étape vallonnée | 123           | Sarah Roy            | Katarzyna Niewiadoma         |
| 5e étape  | 11 juin | Londres – Londres                 | étape de plaine | 62            | Jolien D'Hoore       | Katarzyna Niewiadoma         |

## Favorites
Le niveau du plateau au départ est très élevé avec les meilleures mondiales au départ dont : la vainqueur sortante Elizabeth Deignan, la championne olympique et leader du classement World Tour Anna van der Breggen, Marianne Vos, Elisa Longo Borghini, Jolien D'Hoore, Ashleigh Moolman, Ellen van Dijk et Katarzyna Niewiadoma toutes dans le top 10 mondial. La seule absente parmi ce top 10 est Annemiek van Vleuten. L'équipe qui semble la plus forte au départ est la Boels Dolmans.

## Déroulement de la course

### 1reétape
Au premier prix des monts, Audrey Cordon passe en tête devant Katarzyna Niewiadoma, Shara Gillow et Anna Van Der Breggen. Le peloton reste groupé. Au premier sprint intermédiaire Lisa Klein s'impose devant Jolien D'Hoore. Audrey Cordon s'adjuge le second prix des monts. Le deuxième sprint intermédiaire donne lieu à une nouvelle passe d'armes entre Klein de D'Hoore cette fois au profit de cette dernière. Immédiatement après, à cinquante kilomètres de l'arrivée, Katarzyna Niewiadoma attaque seule. Elle dira après l'étape avoir espéré du soutien de l'arrière. Son avance culmine à trois minutes trente. Le peloton mené par la formation Boels Dolmans, lance la poursuite trop tard et la Polonaise s'impose avec une minute quarante deux d'avance. Elle devient donc la première leader de l'épreuve et prend une sérieuse option sur la victoire finale. Derrière Marianne Vos gagne le sprint du peloton devant Christine Majerus,.
| \| Classement de l'étape \| Classement de l'étape \| Classement de l'étape \| Classement de l'étape \| Classement de l'étape \| \| Coureuse \| Coureuse \| Pays \| Équipe \| Temps \| \| --------------------- \| ------------------------- \| --------------------- \| ---------------------------------- \| --------------------- \| \| 1re \| Katarzyna Niewiadoma \| Pologne \| WM3 \| 3 h 51 min 39 s \| \| 2e \| Marianne Vos \| Pays-Bas \| WM3 \| + 1 min 42 s \| \| 3e \| Christine Majerus \| Luxembourg \| Boels Dolmans \| + 1 min 42 s \| \| 4e \| Giorgia Bronzini \| Italie \| Wiggle High5 \| + 1 min 42 s \| \| 5e \| Tiffany Cromwell \| Australie \| Canyon-SRAM Racing \| + 1 min 42 s \| \| 6e \| Christina Siggaard \| Danemark \| VéloCONCEPT Women \| + 1 min 42 s \| \| 7e \| Alice Barnes \| Royaume-Uni \| Drops \| + 1 min 42 s \| \| 8e \| Ashleigh Moolman \| Afrique du Sud \| Cervélo Bigla \| + 1 min 42 s \| \| 9e \| Maria Giulia Confalonieri \| Italie \| Lensworld-Kuota \| + 1 min 42 s \| \| 10e \| Roxane Fournier \| France \| FDJ-Nouvelle Aquitaine-Futuroscope \| + 1 min 42 s \| |                           |                |                                    |                 |
| |                           |                |                                    |                 |
| Source : ProCyclingStats |                           |                |                                    |                 |
| Classement de l'étape |                           |                |                                    |                 |
| Coureuse | Coureuse                  | Pays           | Équipe                             | Temps           |
| 1re | Katarzyna Niewiadoma      | Pologne        | WM3                                | 3 h 51 min 39 s |
| 2e | Marianne Vos              | Pays-Bas       | WM3                                | + 1 min 42 s    |
| 3e | Christine Majerus         | Luxembourg     | Boels Dolmans                      | + 1 min 42 s    |
| 4e | Giorgia Bronzini          | Italie         | Wiggle High5                       | + 1 min 42 s    |
| 5e | Tiffany Cromwell          | Australie      | Canyon-SRAM Racing                 | + 1 min 42 s    |
| 6e | Christina Siggaard        | Danemark       | VéloCONCEPT Women                  | + 1 min 42 s    |
| 7e | Alice Barnes              | Royaume-Uni    | Drops                              | + 1 min 42 s    |
| 8e | Ashleigh Moolman          | Afrique du Sud | Cervélo Bigla                      | + 1 min 42 s    |
| 9e | Maria Giulia Confalonieri | Italie         | Lensworld-Kuota                    | + 1 min 42 s    |
| 10e | Roxane Fournier           | France         | FDJ-Nouvelle Aquitaine-Futuroscope | + 1 min 42 s    |

| \| Classement général \| Classement général \| Classement général \| Classement général \| Classement général \| \| Coureuse \| Coureuse \| Pays \| Équipe \| Temps \| \| ------------------ \| ------------------------- \| ------------------ \| ---------------------------------- \| ------------------ \| \| 1re \| Katarzyna Niewiadoma \| Pologne \| WM3 \| 3 h 51 min 29 s \| \| 2e \| Marianne Vos \| Pays-Bas \| WM3 \| + 1 min 46 s \| \| 3e \| Christine Majerus \| Luxembourg \| Boels Dolmans \| + 1 min 48 s \| \| 4e \| Giorgia Bronzini \| Italie \| Wiggle High5 \| + 1 min 52 s \| \| 5e \| Tiffany Cromwell \| Australie \| Canyon-SRAM Racing \| + 1 min 52 s \| \| 6e \| Christina Siggaard \| Danemark \| VéloCONCEPT Women \| + 1 min 52 s \| \| 7e \| Alice Barnes \| Royaume-Uni \| Drops \| + 1 min 52 s \| \| 8e \| Ashleigh Moolman \| Afrique du Sud \| Cervélo Bigla \| + 1 min 52 s \| \| 9e \| Maria Giulia Confalonieri \| Italie \| Lensworld-Kuota \| + 1 min 52 s \| \| 10e \| Roxane Fournier \| France \| FDJ-Nouvelle Aquitaine-Futuroscope \| + 1 min 52 s \| |                           |                |                                    |                 |
| |                           |                |                                    |                 |
| Source : ProCyclingStats |                           |                |                                    |                 |
| Classement général |                           |                |                                    |                 |
| Coureuse | Coureuse                  | Pays           | Équipe                             | Temps           |
| 1re | Katarzyna Niewiadoma      | Pologne        | WM3                                | 3 h 51 min 29 s |
| 2e | Marianne Vos              | Pays-Bas       | WM3                                | + 1 min 46 s    |
| 3e | Christine Majerus         | Luxembourg     | Boels Dolmans                      | + 1 min 48 s    |
| 4e | Giorgia Bronzini          | Italie         | Wiggle High5                       | + 1 min 52 s    |
| 5e | Tiffany Cromwell          | Australie      | Canyon-SRAM Racing                 | + 1 min 52 s    |
| 6e | Christina Siggaard        | Danemark       | VéloCONCEPT Women                  | + 1 min 52 s    |
| 7e | Alice Barnes              | Royaume-Uni    | Drops                              | + 1 min 52 s    |
| 8e | Ashleigh Moolman          | Afrique du Sud | Cervélo Bigla                      | + 1 min 52 s    |
| 9e | Maria Giulia Confalonieri | Italie         | Lensworld-Kuota                    | + 1 min 52 s    |
| 10e | Roxane Fournier           | France         | FDJ-Nouvelle Aquitaine-Futuroscope | + 1 min 52 s    |

### 2eétape
La météo est pluvieuse durant la première heure de course. Lisa Brennauer tente de s'échapper, tout comme Marta Bastianelli. Le premier groupe à réussir à partir est composé d'Anna Trevisi et Alison Jackson. Elles comptent jusqu'à un peu moins de deux minutes d'avance puis se fond reprendre peu après le sprint intermédiaire au kilomètre quatre-vingt. Sur une ascension non répertoriée, Christine Majerus part avec Clara Koppenburg, Anna Plichta, Sarah Roy, Lucinda Brand et Trixi Worrack. Dans la côte d'Ipstones, Lucinda Brand attaque. Christine Majerus et Trixi Worrack sont un temps en poursuite, mais ne font pas la jonction. Malgorzata Jasinska est également un temps intercallée mais ne parvient pas non plus à rejoindre la Néerlandaise. Lucinda Brand reste échappée seule en tête jusqu'à sept kilomètres de l'arrivée quand elle est reprise par le premier groupe du peloton. Amy Pieters s'impose au sprint dans un final sinueux et pavé. Hannah Barnes et Ellen van Dijk complètent le podium. Katarzyna Niewiadoma n'est pas inquiètée au classement général. À noter qu'Elizabeth Deignan concède sept minutes lors de l'étape,.
| \| Classement de l'étape \| Classement de l'étape \| Classement de l'étape \| Classement de l'étape \| Classement de l'étape \| \| Coureuse \| Coureuse \| Pays \| Équipe \| Temps \| \| --------------------- \| --------------------- \| --------------------- \| ---------------------------------- \| --------------------- \| \| 1re \| Amy Pieters \| Pays-Bas \| Boels Dolmans \| 3 h 49 min 42 s \| \| 2e \| Hannah Barnes \| Royaume-Uni \| Canyon-SRAM Racing \| + 0 s \| \| 3e \| Ellen van Dijk \| Pays-Bas \| Sunweb \| + 0 s \| \| 4e \| Marianne Vos \| Pays-Bas \| WM3 \| + 0 s \| \| 5e \| Katarzyna Niewiadoma \| Pologne \| WM3 \| + 0 s \| \| 6e \| Elisa Longo Borghini \| Italie \| Wiggle High5 \| + 0 s \| \| 7e \| Ashleigh Moolman \| Afrique du Sud \| Cervélo Bigla \| + 0 s \| \| 8e \| Alice Barnes \| Royaume-Uni \| Drops \| + 0 s \| \| 9e \| Danielle King \| Royaume-Uni \| Cylance \| + 0 s \| \| 10e \| Aude Biannic \| France \| FDJ-Nouvelle Aquitaine-Futuroscope \| + 0 s \| |                      |                |                                    |                 |
| |                      |                |                                    |                 |
| Source : ProCyclingStats |                      |                |                                    |                 |
| Classement de l'étape |                      |                |                                    |                 |
| Coureuse | Coureuse             | Pays           | Équipe                             | Temps           |
| 1re | Amy Pieters          | Pays-Bas       | Boels Dolmans                      | 3 h 49 min 42 s |
| 2e | Hannah Barnes        | Royaume-Uni    | Canyon-SRAM Racing                 | + 0 s           |
| 3e | Ellen van Dijk       | Pays-Bas       | Sunweb                             | + 0 s           |
| 4e | Marianne Vos         | Pays-Bas       | WM3                                | + 0 s           |
| 5e | Katarzyna Niewiadoma | Pologne        | WM3                                | + 0 s           |
| 6e | Elisa Longo Borghini | Italie         | Wiggle High5                       | + 0 s           |
| 7e | Ashleigh Moolman     | Afrique du Sud | Cervélo Bigla                      | + 0 s           |
| 8e | Alice Barnes         | Royaume-Uni    | Drops                              | + 0 s           |
| 9e | Danielle King        | Royaume-Uni    | Cylance                            | + 0 s           |
| 10e | Aude Biannic         | France         | FDJ-Nouvelle Aquitaine-Futuroscope | + 0 s           |

| \| Classement général \| Classement général \| Classement général \| Classement général \| Classement général \| \| Coureuse \| Coureuse \| Pays \| Équipe \| Temps \| \| ------------------ \| --------------------- \| ------------------ \| ------------------ \| ------------------ \| \| 1re \| Katarzyna Niewiadoma \| Pologne \| WM3 \| 7 h 41 min 11 s \| \| 2e \| Marianne Vos \| Pays-Bas \| WM3 \| + 1 min 46 s \| \| 3e \| Hannah Barnes \| Royaume-Uni \| Canyon-SRAM Racing \| + 1 min 46 s \| \| 4e \| Ellen van Dijk \| Pays-Bas \| Sunweb \| + 1 min 48 s \| \| 5e \| Amy Pieters \| Pays-Bas \| Boels Dolmans \| + 1 min 48 s \| \| 6e \| Ashleigh Moolman \| Afrique du Sud \| Cervélo Bigla \| + 1 min 52 s \| \| 7e \| Alice Barnes \| Royaume-Uni \| Drops \| + 1 min 52 s \| \| 8e \| Christine Majerus \| Luxembourg \| Boels Dolmans \| + 1 min 55 s \| \| 9e \| Cecilie Uttrup Ludwig \| Danemark \| Cervélo Bigla \| + 1 min 58 s \| \| 10e \| Danielle King \| Royaume-Uni \| Cylance \| + 1 min 59 s \| |                       |                |                    |                 |
| |                       |                |                    |                 |
| Source : ProCyclingStats |                       |                |                    |                 |
| Classement général |                       |                |                    |                 |
| Coureuse | Coureuse              | Pays           | Équipe             | Temps           |
| 1re | Katarzyna Niewiadoma  | Pologne        | WM3                | 7 h 41 min 11 s |
| 2e | Marianne Vos          | Pays-Bas       | WM3                | + 1 min 46 s    |
| 3e | Hannah Barnes         | Royaume-Uni    | Canyon-SRAM Racing | + 1 min 46 s    |
| 4e | Ellen van Dijk        | Pays-Bas       | Sunweb             | + 1 min 48 s    |
| 5e | Amy Pieters           | Pays-Bas       | Boels Dolmans      | + 1 min 48 s    |
| 6e | Ashleigh Moolman      | Afrique du Sud | Cervélo Bigla      | + 1 min 52 s    |
| 7e | Alice Barnes          | Royaume-Uni    | Drops              | + 1 min 52 s    |
| 8e | Christine Majerus     | Luxembourg     | Boels Dolmans      | + 1 min 55 s    |
| 9e | Cecilie Uttrup Ludwig | Danemark       | Cervélo Bigla      | + 1 min 58 s    |
| 10e | Danielle King         | Royaume-Uni    | Cylance            | + 1 min 59 s    |

### 3eétape

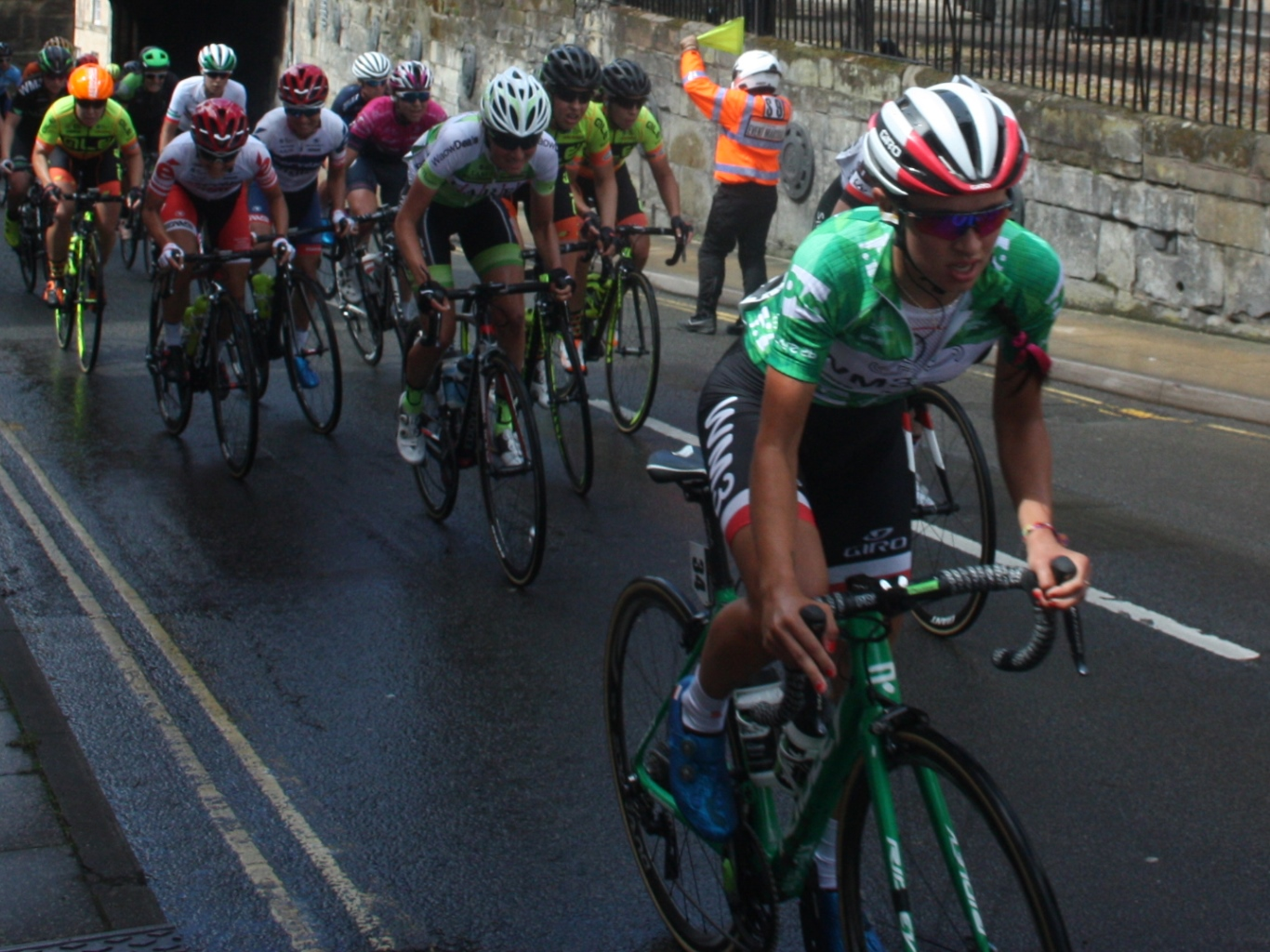
Katarzyna Niewiadoma à Warwick

Le premier événement de course est une chute collective au kilomètre vingt-six dans la ville de Coventry. Le premier sprint intermédiaire est remporté par Katie Archibald devant Jolien D'Horre et Ellen van Dijk. Le second sprints est cette fois gagné par Amy Pieters devant Katie Archibald et Jolien D'Hoore. Vingt kilomètres plus tard, Cecilie Uttrup Ludwig est la première échappée de la journée. Elle est rejointe ensuite par Gracie Elvin. Shara Gillow, Martina Ritter et Malgorzata Jasinska profitent de la côte d'Edge Hill pour faire la jonction. Le groupe a jusqu'à une minute cinquante d'avance dans la montée de Burton Dassett. Le peloton lance ensuite la chasse. Une nouvelle chute à dix kilomètres de l'arrivée entraîne à terre Marianne Vos et Danielle King. La Néerlandaise s'y brise la clavicule. Le groupe d'échappée est ensuite repris. Chloe Hosking se montre la plus rapide dans le sprint massif. Alice Barnes et Ellen van Dijk sont deuxième et troisième,.
| \| Classement de l'étape \| Classement de l'étape \| Classement de l'étape \| Classement de l'étape \| Classement de l'étape \| \| Coureuse \| Coureuse \| Pays \| Équipe \| Temps \| \| --------------------- \| --------------------- \| --------------------- \| --------------------- \| --------------------- \| \| 1re \| Chloe Hosking \| Australie \| Alé Cipollini \| 3 h 57 min 10 s \| \| 2e \| Alice Barnes \| Royaume-Uni \| Drops \| + 0 s \| \| 3e \| Ellen van Dijk \| Pays-Bas \| Sunweb \| + 0 s \| \| 4e \| Giorgia Bronzini \| Italie \| Wiggle High5 \| + 0 s \| \| 5e \| Christine Majerus \| Luxembourg \| Boels Dolmans \| + 0 s \| \| 6e \| Hannah Barnes \| Royaume-Uni \| Canyon-SRAM Racing \| + 0 s \| \| 7e \| Katie Archibald \| Royaume-Uni \| Team WNT \| + 0 s \| \| 8e \| Sara Penton \| Suède \| VéloCONCEPT Women \| + 0 s \| \| 9e \| Emilie Moberg \| Norvège \| Hitec Products \| + 0 s \| \| 10e \| Alison Jackson \| Canada \| BePink Cogeas \| + 0 s \| |                   |             |                    |                 |
| |                   |             |                    |                 |
| Source : ProCyclingStats |                   |             |                    |                 |
| Classement de l'étape |                   |             |                    |                 |
| Coureuse | Coureuse          | Pays        | Équipe             | Temps           |
| 1re | Chloe Hosking     | Australie   | Alé Cipollini      | 3 h 57 min 10 s |
| 2e | Alice Barnes      | Royaume-Uni | Drops              | + 0 s           |
| 3e | Ellen van Dijk    | Pays-Bas    | Sunweb             | + 0 s           |
| 4e | Giorgia Bronzini  | Italie      | Wiggle High5       | + 0 s           |
| 5e | Christine Majerus | Luxembourg  | Boels Dolmans      | + 0 s           |
| 6e | Hannah Barnes     | Royaume-Uni | Canyon-SRAM Racing | + 0 s           |
| 7e | Katie Archibald   | Royaume-Uni | Team WNT           | + 0 s           |
| 8e | Sara Penton       | Suède       | VéloCONCEPT Women  | + 0 s           |
| 9e | Emilie Moberg     | Norvège     | Hitec Products     | + 0 s           |
| 10e | Alison Jackson    | Canada      | BePink Cogeas      | + 0 s           |

| \| Classement général \| Classement général \| Classement général \| Classement général \| Classement général \| \| Coureuse \| Coureuse \| Pays \| Équipe \| Temps \| \| ------------------ \| --------------------- \| ------------------ \| ------------------ \| ------------------ \| \| 1re \| Katarzyna Niewiadoma \| Pologne \| WM3 \| 11 h 38 min 21 s \| \| 2e \| Ellen van Dijk \| Pays-Bas \| Sunweb \| + 1 min 43 s \| \| 3e \| Alice Barnes \| Royaume-Uni \| Drops \| + 1 min 46 s \| \| 4e \| Hannah Barnes \| Royaume-Uni \| Canyon-SRAM Racing \| + 1 min 46 s \| \| 5e \| Marianne Vos \| Pays-Bas \| WM3 \| + 1 min 46 s \| \| 6e \| Ashleigh Moolman \| Afrique du Sud \| Cervélo Bigla \| + 1 min 52 s \| \| 7e \| Christine Majerus \| Luxembourg \| Boels Dolmans \| + 1 min 55 s \| \| 8e \| Katie Archibald \| Royaume-Uni \| Team WNT \| + 1 min 56 s \| \| 9e \| Cecilie Uttrup Ludwig \| Danemark \| Cervélo Bigla \| + 1 min 58 s \| \| 10e \| Danielle King \| Royaume-Uni \| Cylance \| + 1 min 59 s \| |                       |                |                    |                  |
| |                       |                |                    |                  |
| Source : ProCyclingStats |                       |                |                    |                  |
| Classement général |                       |                |                    |                  |
| Coureuse | Coureuse              | Pays           | Équipe             | Temps            |
| 1re | Katarzyna Niewiadoma  | Pologne        | WM3                | 11 h 38 min 21 s |
| 2e | Ellen van Dijk        | Pays-Bas       | Sunweb             | + 1 min 43 s     |
| 3e | Alice Barnes          | Royaume-Uni    | Drops              | + 1 min 46 s     |
| 4e | Hannah Barnes         | Royaume-Uni    | Canyon-SRAM Racing | + 1 min 46 s     |
| 5e | Marianne Vos          | Pays-Bas       | WM3                | + 1 min 46 s     |
| 6e | Ashleigh Moolman      | Afrique du Sud | Cervélo Bigla      | + 1 min 52 s     |
| 7e | Christine Majerus     | Luxembourg     | Boels Dolmans      | + 1 min 55 s     |
| 8e | Katie Archibald       | Royaume-Uni    | Team WNT           | + 1 min 56 s     |
| 9e | Cecilie Uttrup Ludwig | Danemark       | Cervélo Bigla      | + 1 min 58 s     |
| 10e | Danielle King         | Royaume-Uni    | Cylance            | + 1 min 59 s     |

### 4eétape
Sur la montée de Middleton Top, Lucinda Brand attaque. Elle passe au sommet devant Audrey Cordon puis les favorites et est reprise. Shara Gillow est la suivante à partir. Elle est accompagnée de Leah Kirchmann et Sarah Roy. Leah Kirchmann gagne le sprint intermédiaire quand le groupe a environ deux minutes d'avance. Elizabeth Armitstead part en contre. L'ascension du Crich Hill voit les favorites s'affronter. Elisa Longo Borghini, Ashleigh Moolman et Katarzyna Niewiadoma lutte et rentre sur Armitstead. Un groupe de dix autres favorites se forme derrière. Christine Majerus qui en fait partie, attaque et rejoint la tête de la course au kilomètre soixante-treize. Derrière le peloton se relève. Les échappées compte deux minutes d'avance à vingt kilomètres de la ligne. Dix kilomètres plus loin, Shara Gillow ne peut plus suivre le rythme imprimé. Christine Majerus et Sarah Roy lâchent ensuite Leah Kirchmann. Au sprint, Sarah Roy bat Christine Majerus. Cette dernière effectue cependant une belle opération au classement général en remontant à la deuxième place,.
| \| Classement de l'étape \| Classement de l'étape \| Classement de l'étape \| Classement de l'étape \| Classement de l'étape \| \| Coureuse \| Coureuse \| Pays \| Équipe \| Temps \| \| --------------------- \| --------------------- \| --------------------- \| --------------------- \| --------------------- \| \| 1re \| Sarah Roy \| Australie \| Orica-Scott \| 3 h 27 min 48 s \| \| 2e \| Christine Majerus \| Luxembourg \| Boels Dolmans \| + 1 s \| \| 3e \| Leah Kirchmann \| Canada \| Sunweb \| + 5 s \| \| 4e \| Marta Bastianelli \| Italie \| Alé Cipollini \| + 17 s \| \| 5e \| Hannah Barnes \| Royaume-Uni \| Canyon-SRAM Racing \| + 17 s \| \| 6e \| Giorgia Bronzini \| Italie \| Wiggle High5 \| + 17 s \| \| 7e \| Alexandra Manly \| Australie \| Orica-Scott \| + 17 s \| \| 8e \| Ellen van Dijk \| Pays-Bas \| Sunweb \| + 17 s \| \| 9e \| Lucinda Brand \| Pays-Bas \| Sunweb \| + 17 s \| \| 10e \| Sofie De Vuyst \| Belgique \| Lares-Waowdeals Women \| + 22 s \| |                   |             |                       |                 |
| |                   |             |                       |                 |
| Source : ProCyclingStats |                   |             |                       |                 |
| Classement de l'étape |                   |             |                       |                 |
| Coureuse | Coureuse          | Pays        | Équipe                | Temps           |
| 1re | Sarah Roy         | Australie   | Orica-Scott           | 3 h 27 min 48 s |
| 2e | Christine Majerus | Luxembourg  | Boels Dolmans         | + 1 s           |
| 3e | Leah Kirchmann    | Canada      | Sunweb                | + 5 s           |
| 4e | Marta Bastianelli | Italie      | Alé Cipollini         | + 17 s          |
| 5e | Hannah Barnes     | Royaume-Uni | Canyon-SRAM Racing    | + 17 s          |
| 6e | Giorgia Bronzini  | Italie      | Wiggle High5          | + 17 s          |
| 7e | Alexandra Manly   | Australie   | Orica-Scott           | + 17 s          |
| 8e | Ellen van Dijk    | Pays-Bas    | Sunweb                | + 17 s          |
| 9e | Lucinda Brand     | Pays-Bas    | Sunweb                | + 17 s          |
| 10e | Sofie De Vuyst    | Belgique    | Lares-Waowdeals Women | + 22 s          |

| \| Classement général \| Classement général \| Classement général \| Classement général \| Classement général \| \| Coureuse \| Coureuse \| Pays \| Équipe \| Temps \| \| ------------------ \| --------------------- \| ------------------ \| ------------------ \| ------------------ \| \| 1re \| Katarzyna Niewiadoma \| Pologne \| WM3 \| 15 h 06 min 31 s \| \| 2e \| Christine Majerus \| Luxembourg \| Boels Dolmans \| + 1 min 25 s \| \| 3e \| Leah Kirchmann \| Canada \| Sunweb \| + 1 min 36 s \| \| 4e \| Ellen van Dijk \| Pays-Bas \| Sunweb \| + 1 min 38 s \| \| 5e \| Hannah Barnes \| Royaume-Uni \| Canyon-SRAM Racing \| + 1 min 41 s \| \| 6e \| Alice Barnes \| Royaume-Uni \| Drops \| + 1 min 46 s \| \| 7e \| Ashleigh Moolman \| Afrique du Sud \| Cervélo Bigla \| + 1 min 52 s \| \| 8e \| Cecilie Uttrup Ludwig \| Danemark \| Cervélo Bigla \| + 1 min 58 s \| \| 9e \| Danielle King \| Royaume-Uni \| Cylance \| + 1 min 59 s \| \| 10e \| Elisa Longo Borghini \| Italie \| Wiggle High5 \| + 2 min 00 s \| |                       |                |                    |                  |
| |                       |                |                    |                  |
| Source : ProCyclingStats |                       |                |                    |                  |
| Classement général |                       |                |                    |                  |
| Coureuse | Coureuse              | Pays           | Équipe             | Temps            |
| 1re | Katarzyna Niewiadoma  | Pologne        | WM3                | 15 h 06 min 31 s |
| 2e | Christine Majerus     | Luxembourg     | Boels Dolmans      | + 1 min 25 s     |
| 3e | Leah Kirchmann        | Canada         | Sunweb             | + 1 min 36 s     |
| 4e | Ellen van Dijk        | Pays-Bas       | Sunweb             | + 1 min 38 s     |
| 5e | Hannah Barnes         | Royaume-Uni    | Canyon-SRAM Racing | + 1 min 41 s     |
| 6e | Alice Barnes          | Royaume-Uni    | Drops              | + 1 min 46 s     |
| 7e | Ashleigh Moolman      | Afrique du Sud | Cervélo Bigla      | + 1 min 52 s     |
| 8e | Cecilie Uttrup Ludwig | Danemark       | Cervélo Bigla      | + 1 min 58 s     |
| 9e | Danielle King         | Royaume-Uni    | Cylance            | + 1 min 59 s     |
| 10e | Elisa Longo Borghini  | Italie         | Wiggle High5       | + 2 min 00 s     |

### 5eétape
L'étape initialement prévu d'une longueur de 86,8 km est pour des raisons non divulguées par l'organisation réduite à 62 km. Dès le départ, un groupe de douze favorites s'échappe. Parmi elles, quatre membres de l'équipe Boels Dolmans, ainsi que la leader du classement général Katarzyna Niewiadoma et Hannah Barnes. Sur le premier sprint intermédiaire, cette dernière passe première devant Christine Majerus et gagne ainsi trois secondes au classement général vis-à-vis de la Luxembourgeoise. Le peloton mené par la Wiggle High5 revient sur l'échappée. Le deuxième sprint intermédiaire donne le même résultat que le premier. Les formations Wiggle High5, Boels Dolmans et Canyon-SRAM contrôlent la course, toute échappée devient donc impossible. Jolien D'Hoore remporte le sprint massif devant Hannah Barnes et Christine Majerus. Katarzyna Niewiadoma conserve logiquement le maillot vert et prend du fait la tête du classement World Tour,. 
| \| Classement de l'étape \| Classement de l'étape \| Classement de l'étape \| Classement de l'étape \| Classement de l'étape \| \| Coureuse \| Coureuse \| Pays \| Équipe \| Temps \| \| --------------------- \| --------------------- \| --------------------- \| ---------------------------------- \| --------------------- \| \| 1re \| Jolien D'Hoore \| Belgique \| Wiggle High5 \| 1 h 28 min 23 s \| \| 2e \| Hannah Barnes \| Royaume-Uni \| Canyon-SRAM Racing \| + 0 s \| \| 3e \| Christine Majerus \| Luxembourg \| Boels Dolmans \| + 0 s \| \| 4e \| Roxane Fournier \| France \| FDJ-Nouvelle Aquitaine-Futuroscope \| + 0 s \| \| 5e \| Katie Archibald \| Royaume-Uni \| Team WNT \| + 0 s \| \| 6e \| Marta Bastianelli \| Italie \| Alé Cipollini \| + 0 s \| \| 7e \| Giorgia Bronzini \| Italie \| Wiggle High5 \| + 0 s \| \| 8e \| Anna van der Breggen \| Pays-Bas \| Boels Dolmans \| + 0 s \| \| 9e \| Elena Cecchini \| Italie \| Canyon-SRAM Racing \| + 0 s \| \| 10e \| Alice Maria Arzuffi \| Italie \| Lensworld-Kuota \| + 0 s \| |                      |             |                                    |                 |
| |                      |             |                                    |                 |
| Source : ProCyclingStats |                      |             |                                    |                 |
| Classement de l'étape |                      |             |                                    |                 |
| Coureuse | Coureuse             | Pays        | Équipe                             | Temps           |
| 1re | Jolien D'Hoore       | Belgique    | Wiggle High5                       | 1 h 28 min 23 s |
| 2e | Hannah Barnes        | Royaume-Uni | Canyon-SRAM Racing                 | + 0 s           |
| 3e | Christine Majerus    | Luxembourg  | Boels Dolmans                      | + 0 s           |
| 4e | Roxane Fournier      | France      | FDJ-Nouvelle Aquitaine-Futuroscope | + 0 s           |
| 5e | Katie Archibald      | Royaume-Uni | Team WNT                           | + 0 s           |
| 6e | Marta Bastianelli    | Italie      | Alé Cipollini                      | + 0 s           |
| 7e | Giorgia Bronzini     | Italie      | Wiggle High5                       | + 0 s           |
| 8e | Anna van der Breggen | Pays-Bas    | Boels Dolmans                      | + 0 s           |
| 9e | Elena Cecchini       | Italie      | Canyon-SRAM Racing                 | + 0 s           |
| 10e | Alice Maria Arzuffi  | Italie      | Lensworld-Kuota                    | + 0 s           |

## Classement final

### Classement général
| \| Classement général \| Classement général \| Classement général \| Classement général \| Classement général \| \| Coureuse \| Coureuse \| Pays \| Équipe \| Temps \| \| ------------------ \| --------------------- \| ------------------ \| ------------------ \| ------------------ \| \| 1re \| Katarzyna Niewiadoma \| Pologne \| WM3 \| 16 h 34 min 53 s \| \| 2e \| Christine Majerus \| Luxembourg \| Boels Dolmans \| + 1 min 18 s \| \| 3e \| Hannah Barnes \| Royaume-Uni \| Canyon-SRAM Racing \| + 1 min 30 s \| \| 4e \| Leah Kirchmann \| Canada \| Sunweb \| + 1 min 36 s \| \| 5e \| Ellen van Dijk \| Pays-Bas \| Sunweb \| + 1 min 39 s \| \| 6e \| Alice Barnes \| Royaume-Uni \| Drops \| + 1 min 47 s \| \| 7e \| Ashleigh Moolman \| Afrique du Sud \| Cervélo Bigla \| + 1 min 53 s \| \| 8e \| Cecilie Uttrup Ludwig \| Danemark \| Cervélo Bigla \| + 1 min 59 s \| \| 9e \| Danielle King \| Royaume-Uni \| Cylance \| + 2 min 00 s \| \| 10e \| Elisa Longo Borghini \| Italie \| Wiggle High5 \| + 2 min 01 s \| |                       |                |                    |                  |
| |                       |                |                    |                  |
| Source : ProCyclingStats |                       |                |                    |                  |
| Classement général |                       |                |                    |                  |
| Coureuse | Coureuse              | Pays           | Équipe             | Temps            |
| 1re | Katarzyna Niewiadoma  | Pologne        | WM3                | 16 h 34 min 53 s |
| 2e | Christine Majerus     | Luxembourg     | Boels Dolmans      | + 1 min 18 s     |
| 3e | Hannah Barnes         | Royaume-Uni    | Canyon-SRAM Racing | + 1 min 30 s     |
| 4e | Leah Kirchmann        | Canada         | Sunweb             | + 1 min 36 s     |
| 5e | Ellen van Dijk        | Pays-Bas       | Sunweb             | + 1 min 39 s     |
| 6e | Alice Barnes          | Royaume-Uni    | Drops              | + 1 min 47 s     |
| 7e | Ashleigh Moolman      | Afrique du Sud | Cervélo Bigla      | + 1 min 53 s     |
| 8e | Cecilie Uttrup Ludwig | Danemark       | Cervélo Bigla      | + 1 min 59 s     |
| 9e | Danielle King         | Royaume-Uni    | Cylance            | + 2 min 00 s     |
| 10e | Elisa Longo Borghini  | Italie         | Wiggle High5       | + 2 min 01 s     |

### Points UCI
| Position,                 | 1er | 2e  | 3e | 4e | 5e | 6e | 7e | 8e | 9e | 10e | 11e | 12e | 13e | 14e | 15e | 16e | 17e | 18e | 19e | 20e |
| Classement général        | 120 | 100 | 85 | 70 | 60 | 50 | 40 | 35 | 30 | 25  | 20  | 18  | 16  | 14  | 12  | 10  | 8   | 6   | 4   | 2   |
| Étapes et demi-étapes     | 25  | 20  | 18 | 16 | 14 | 12 | 10 | 8  | 6  | 4   |     |     |     |     |     |     |     |     |     |     |
| Port du maillot de leader | 6   |     |    |    |    |    |    |    |    |     |     |     |     |     |     |     |     |     |     |     |

### Classements annexes

#### Classement par points
| Classement par points | Classement par points | Classement par points | Classement par points | Classement par points |
| Coureuse              | Coureuse              | Pays                  | Équipe                | Points                |
| --------------------- | --------------------- | --------------------- | --------------------- | --------------------- |
| 1re                   | Christine Majerus     | Luxembourg            | Boels Dolmans         | 36 pts                |
| 2e                    | Hannah Barnes         | Royaume-Uni           | Canyon-SRAM Racing    | 35 pts                |
| 3e                    | Giorgia Bronzini      | Italie                | Wiggle High5          | 23 pts                |
| 4e                    | Katarzyna Niewiadoma  | Pologne               | WM3                   | 21 pts                |
| 5e                    | Ellen van Dijk        | Pays-Bas              | Sunweb                | 21 pts                |
| 6e                    | Alice Barnes          | Royaume-Uni           | Drops                 | 19 pts                |
| 7e                    | Amy Pieters           | Pays-Bas              | Boels Dolmans         | 15 pts                |
| 8e                    | Sarah Roy             | Australie             | Orica-Scott           | 15 pts                |
| 9e                    | Jolien D'Hoore        | Belgique              | Wiggle High5          | 15 pts                |
| 10e                   | Chloe Hosking         | Australie             | Alé Cipollini         | 15 pts                |

#### Classement de la montagne
| Classement de la montagne | Classement de la montagne | Classement de la montagne | Classement de la montagne          | Classement de la montagne |
| Coureuse                  | Coureuse                  | Pays                      | Équipe                             | Points                    |
| ------------------------- | ------------------------- | ------------------------- | ---------------------------------- | ------------------------- |
| 1re                       | Audrey Cordon-Ragot       | France                    | Wiggle High5                       | 31 pts                    |
| 2e                        | Lucinda Brand             | Pays-Bas                  | Sunweb                             | 25 pts                    |
| 3e                        | Katarzyna Niewiadoma      | Pologne                   | WM3                                | 24 pts                    |
| 4e                        | Shara Gillow              | Australie                 | FDJ-Nouvelle Aquitaine-Futuroscope | 17 pts                    |
| 5e                        | Elisa Longo Borghini      | Italie                    | Wiggle High5                       | 16 pts                    |
| 6e                        | Małgorzata Jasińska       | Pologne                   | Cylance                            | 16 pts                    |
| 7e                        | Ashleigh Moolman          | Afrique du Sud            | Cervélo Bigla                      | 14 pts                    |
| 8e                        | Cecilie Uttrup Ludwig     | Danemark                  | Cervélo Bigla                      | 12 pts                    |
| 9e                        | Ellen van Dijk            | Pays-Bas                  | Sunweb                             | 10 pts                    |
| 10e                       | Christine Majerus         | Luxembourg                | Boels Dolmans                      | 9 pts                     |

#### Classement des sprints
| Classement des sprints | Classement des sprints | Classement des sprints | Classement des sprints | Classement des sprints |
| Coureuse               | Coureuse               | Pays                   | Équipe                 | Points                 |
| ---------------------- | ---------------------- | ---------------------- | ---------------------- | ---------------------- |
| 1re                    | Christine Majerus      | Luxembourg             | Boels Dolmans          | 10 pts                 |
| 2e                     | Jolien D'Hoore         | Belgique               | Wiggle High5           | 8 pts                  |
| 3e                     | Hannah Barnes          | Royaume-Uni            | Canyon-SRAM Racing     | 6 pts                  |
| 4e                     | Leah Kirchmann         | Canada                 | Sunweb                 | 6 pts                  |
| 5e                     | Katie Archibald        | Royaume-Uni            | Team WNT               | 6 pts                  |
| 6e                     | Lisa Klein             | Allemagne              | Cervélo Bigla          | 5 pts                  |
| 7e                     | Amy Pieters            | Pays-Bas               | Boels Dolmans          | 5 pts                  |
| 8e                     | Alison Jackson         | Canada                 | BePink Cogeas          | 3 pts                  |
| 9e                     | Lucinda Brand          | Pays-Bas               | Sunweb                 | 2 pts                  |
| 10e                    | Sarah Roy              | Australie              | Orica-Scott            | 2 pts                  |

#### Classement de la meilleure Britannique
| Classement de la meilleure Britannique | Classement de la meilleure Britannique | Classement de la meilleure Britannique | Classement de la meilleure Britannique | Classement de la meilleure Britannique |
|                                        | Coureur                                | Pays                                   | Équipe                                 | Temps                                  |
| -------------------------------------- | -------------------------------------- | -------------------------------------- | -------------------------------------- | -------------------------------------- |
| 1er                                    | Hannah Barnes                          | Royaume-Uni                            | Canyon-SRAM                            | en 16 h 36 min 23 s                    |
| 2e                                     | Alice Barnes                           | Royaume-Uni                            | Drops                                  | +17 s                                  |
| 3e                                     | Danielle King                          | Royaume-Uni                            | Cylance                                | +30 s                                  |
| modifier                               |                                        |                                        |                                        |                                        |

#### Classement par équipes
| Classement par équipes | Classement par équipes             | Classement par équipes | Classement par équipes |
| Équipe                 | Équipe                             | Pays                   | Temps                  |
| ---------------------- | ---------------------------------- | ---------------------- | ---------------------- |
| 1re                    | Team Sunweb                        | Allemagne              | 49 h 50 min 15 s       |
| 2e                     | Cervélo Bigla                      | Allemagne              | + 29 s                 |
| 3e                     | Boels Dolmans                      | Pays-Bas               | + 32 s                 |
| 4e                     | Canyon-SRAM                        | Allemagne              | + 32 s                 |
| 5e                     | FDJ-Nouvelle Aquitaine-Futuroscope | France                 | + 1 min 17 s           |
| 6e                     | Wiggle High5                       | Royaume-Uni            | + 1 min 40 s           |
| 7e                     | Cylance Pro Cycling                | États-Unis             | + 6 min 16 s           |
| 8e                     | Orica-Scott                        | Australie              | + 9 min 20 s           |
| 9e                     | Alé Cipollini Galassia             | Italie                 | + 14 min 11 s          |
| 10e                    | Drops                              | Royaume-Uni            | + 18 min 38 s          |

## Tableau récapitulatif
| Étape              | Vainqueur            | Classement général   | Classement par points | Classement de la montagne | Classement des sprints | Classement de la meilleure Britannique | Classement par équipes |
| ------------------ | -------------------- | -------------------- | --------------------- | ------------------------- | ---------------------- | -------------------------------------- | ---------------------- |
| 1                  | Katarzyna Niewiadoma | Katarzyna Niewiadoma | Katarzyna Niewiadoma  | Audrey Cordon             | Lisa Klein             | Alice Barnes                           | WM3                    |
| 2                  | Amy Pieters          | Katarzyna Niewiadoma | Katarzyna Niewiadoma  | Audrey Cordon             | Lisa Klein             | Hannah Barnes                          | Cervélo Bigla          |
| 3                  | Chloe Hosking        | Katarzyna Niewiadoma | Katarzyna Niewiadoma  | Audrey Cordon             | Jolien D'Hoore         | Alice Barnes                           | Cervélo Bigla          |
| 4                  | Sarah Roy            | Katarzyna Niewiadoma | Christine Majerus     | Audrey Cordon             | Jolien D'Hoore         | Hannah Barnes                          | Sunweb                 |
| 5                  | Jolien D'Hoore       | Katarzyna Niewiadoma | Christine Majerus     | Audrey Cordon             | Christine Majerus      | Hannah Barnes                          | Sunweb                 |
| Classements finals | Classements finals   | Katarzyna Niewiadoma | Christine Majerus     | Audrey Cordon             | Christine Majerus      | Hannah Barnes                          | Sunweb                 |

## Liste des participantes

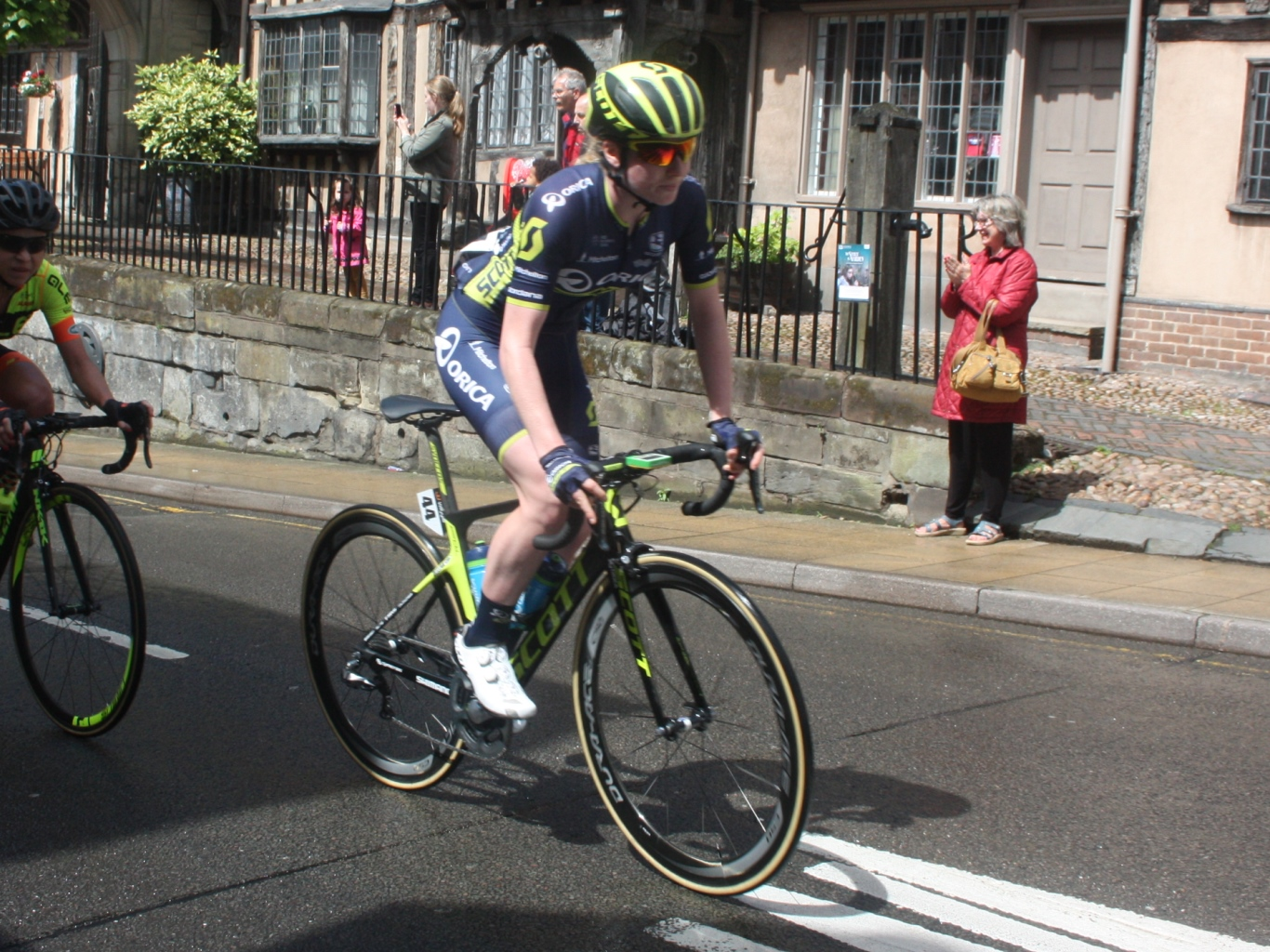
Alexandra Manly, de l'équipe Orica-Scott, en tête du circuit féminin 2017.

| Légende                             | Légende                                                                                              | Légende                          | Légende |
| ----------------------------------- | --- | -------------------------------- | --- |
| Num                                 | Dossard de départ porté par la coureuse sur ce Women's Tour                                          | Pos                              | Position finale au classement général                                                                         |
| Leader du classement général        | Indique la vainqueur du classement général                                                           | Leader du classement par points  | Indique la vainqueur du classement par points                                                                 |
| Leader du classement de la montagne | Indique la vainqueur du classement de la montagne                                                    | Leader du classement des sprints | Indique la vainqueur du classement des sprints                                                                |
|                                     | Indique la vainqueur du classement de la meilleure britannique                                       |                                  | Indique un maillot de champion national ou mondial, suivi de sa spécialité                                    |
| #                                   | Indique la meilleure équipe                                                                          | NP                               | Indique une coureuse qui n'a pas pris le départ d'une étape, suivi du numéro de l'étape où elle s'est retirée |
| AB                                  | Indique une coureuse qui n'a pas terminé une étape, suivi du numéro de l'étape où elle s'est retirée | HD                               | Indique un coureuse qui a terminé une étape hors des délais, suivi du numéro de l'étape                       |
| DSQ                                 | Indique un coureur qui a été disqualifié de la course, suivi du numéro de l'étape                    |                                  | |

| Boels Dolmans DLT              | Boels Dolmans DLT                  | Boels Dolmans DLT |
| ------------------------------ | ---------------------------------- | ----------------- |
| Num                            | Coureur                            | Pos               |
| 1                              | Elizabeth Deignan (GBR)            | 42e               |
| 2                              | Chantal Blaak (NED)                | 24e               |
| 3                              | Nikki Brammeier (GBR)              | 44e               |
| 4                              | Christine Majerus (LUX) (route)    | 2e                |
| 5                              | Amy Pieters (NED)                  | 21e               |
| 6                              | Anna van der Breggen (NED) (route) | 12e               |
| Directeur sportif : Danny Stam |                                    |                   |

| Cervélo Bigla CBT                  | Cervélo Bigla CBT           | Cervélo Bigla CBT |
| ---------------------------------- | --------------------------- | ----------------- |
| Num                                | Coureur                     | Pos               |
| 11                                 | Ashleigh Moolman (RSA)      | 7e                |
| 12                                 | Christina Perchtold (AUT)   | 66e               |
| 13                                 | Cecilie Uttrup Ludwig (DEN) | 8e                |
| 14                                 | Lisa Klein (GER)            | 14e               |
| 15                                 | Clara Koppenburg (GER)      | NP-4              |
| 16                                 | Stephanie Pohl (GER)        | 57e               |
| Directeur sportif : Thomas Campana |                             |                   |

| Wiggle High5 WHT                        | Wiggle High5 WHT           | Wiggle High5 WHT |
| --------------------------------------- | -------------------------- | ---------------- |
| Num                                     | Coureur                    | Pos              |
| 21                                      | Elisa Longo Borghini (ITA) | 10e              |
| 22                                      | Giorgia Bronzini (ITA)     | 34e              |
| 23                                      | Audrey Cordon (FRA)        | 25e              |
| 24                                      | Jolien D'Hoore (BEL)       | 53e              |
| 25                                      | Emilia Fahlin (SWE)        | 74e              |
| 26                                      | Claudia Lichtenberg (GER)  | 27e              |
| Directeur sportif : Donna Rae-Szalinski |                            |                  |

| WM3                                   | WM3                                | WM3  |
| ------------------------------------- | ---------------------------------- | ---- |
| Num                                   | Coureur                            | Pos  |
| 31                                    | Marianne Vos (NED)                 | NP-4 |
| 32                                    | Lauren Kitchen (AUS)               | 59e  |
| 33                                    | Anouska Koster (NED) (route)       | 37e  |
| 34                                    | Katarzyna Niewiadoma (POL) (route) | 1re  |
| 35                                    | Anna Plichta (POL)                 | 56e  |
| 36                                    | Jeanne Korevaar (NED)              | 60e  |
| Directeur sportif : Jeroen Blijlevens |                                    |      |

| Orica-Scott ORS                   | Orica-Scott ORS       | Orica-Scott ORS |
| --------------------------------- | --------------------- | --------------- |
| Num                               | Coureur               | Pos             |
| 41                                | Gracie Elvin (AUS)    | 28e             |
| 42                                | Jenelle Crooks (AUS)  | 40e             |
| 43                                | Georgia Baker (AUS)   | AB-1            |
| 44                                | Alexandra Manly (AUS) | 26e             |
| 45                                | Rachel Neylan (AUS)   | 46e             |
| 46                                | Sarah Roy (AUS)       | 45e             |
| Directeur sportif : Martin Barras |                       |                 |

| Sunweb SUN                          | Sunweb SUN              | Sunweb SUN |
| ----------------------------------- | ----------------------- | ---------- |
| Num                                 | Coureur                 | Pos        |
| 51                                  | Lucinda Brand (NED)     | 31e        |
| 52                                  | Leah Kirchmann (CAN)    | 4e         |
| 53                                  | Floortje Mackaij (NED)  | 13e        |
| 54                                  | Sabrina Stultiens (NED) | 55e        |
| 55                                  | Ellen van Dijk (NED)    | 5e         |
| 56                                  | Rozanne Slik (NED )     | 49e        |
| Directeur sportif : Hans Timmermans |                         |            |

| Alé Cipollini ALE                       | Alé Cipollini ALE       | Alé Cipollini ALE |
| --------------------------------------- | ----------------------- | ----------------- |
| Num                                     | Coureur                 | Pos               |
| 61                                      | Chloe Hosking (AUS)     | 54e               |
| 62                                      | Marta Bastianelli (ITA) | 36e               |
| 63                                      | Janneke Ensing (NED)    | 17e               |
| 64                                      | Romy Kasper (GER)       | 38e               |
| 65                                      | Daiva Tušlaitė (LTU)    | NP-4              |
| 66                                      | Anna Trevisi (ITA)      | AB-4              |
| Directeur sportif : Fortunato Lacquanti |                         |                   |

| Canyon-SRAM Racing LPR          | Canyon-SRAM Racing LPR       | Canyon-SRAM Racing LPR |
| ------------------------------- | ---------------------------- | ---------------------- |
| Num                             | Coureur                      | Pos                    |
| 71                              | Lisa Brennauer (GER)         | 22e                    |
| 72                              | Alena Amialiusik (BLR)       | AB-3                   |
| 73                              | Hannah Barnes (GBR) (route)  | 3e                     |
| 74                              | Elena Cecchini (ITA) (route) | 30e                    |
| 75                              | Tiffany Cromwell (AUS)       | 11e                    |
| 76                              | Trixi Worrack (GER)          | 29e                    |
| Directeur sportif : Ronny Lauke |                              |                        |

| Drops DRP                      | Drops DRP                | Drops DRP |
| ------------------------------ | ------------------------ | --------- |
| Num                            | Coureur                  | Pos       |
| 81                             | Alice Barnes (GBR)       | 6e        |
| 82                             | Rebecca Durrell (GBR)    | 64e       |
| 83                             | Abby-Mae Parkinson (GBR) | 43e       |
| 84                             | Martina Ritter (AUT)     | 39e       |
| 85                             | Annabel Simpson (GBR)    | AB-4      |
| 86                             | Hannah Payton (GBR)      | 65e       |
| Directeur sportif : Bob Varney |                          |           |

| Cylance CPC                        | Cylance CPC                    | Cylance CPC |
| ---------------------------------- | ------------------------------ | ----------- |
| Num                                | Coureur                        | Pos         |
| 91                                 | Danielle King (GBR )           | 9e          |
| 92                                 | Sheyla Gutierrez Ruiz (ESP)    | 71e         |
| 93                                 | Małgorzata Jasińska (POL)      | 20e         |
| 94                                 | Rossella Ratto (ITA )          | 33e         |
| 95                                 | Willeke Knol (NED )            | AB-3        |
| 96                                 | Kristabel Doebel-Hickok (USA ) | AB-1        |
| Directeur sportif : Manel Lacambra |                                |             |

| Hitec Products HPU              | Hitec Products HPU       | Hitec Products HPU |
| ------------------------------- | ------------------------ | ------------------ |
| Num                             | Coureur                  | Pos                |
| 101                             | Simona Frapporti (ITA)   | 52e                |
| 102                             | Thea Thorsen (NOR)       | 69e                |
| 103                             | Miriam Bjørnsrud (NOR)   | NP-5               |
| 104                             | Emilie Moberg (NOR)      | 50e                |
| 105                             | Vita Heine (NOR) (route) | 16e                |
| 106                             | Katrine Aalerud (NOR)    | NP-5               |
| Directeur sportif : Ronald Tops |                          |                    |

| FDJ-Nouvelle Aquitaine-Futuroscope FUT | FDJ-Nouvelle Aquitaine-Futuroscope FUT | FDJ-Nouvelle Aquitaine-Futuroscope FUT |
| -------------------------------------- | -------------------------------------- | -------------------------------------- |
| Num                                    | Coureur                                | Pos                                    |
| 111                                    | Shara Gillow (AUS)                     | 19e                                    |
| 112                                    | Aude Biannic (FRA)                     | NP-4                                   |
| 113                                    | Eugénie Duval (FRA)                    | 35e                                    |
| 114                                    | Roxane Fournier (FRA)                  | 58e                                    |
| 115                                    | Roxane Knetemann (NED)                 | 41e                                    |
| 116                                    | Eri Yonamine (JPN) (route)             | NP-5                                   |
| Directeur sportif : Nicolas Marche     |                                        |                                        |

| Bepink BPK                      | Bepink BPK                    | Bepink BPK |
| ------------------------------- | ----------------------------- | ---------- |
| Num                             | Coureur                       | Pos        |
| 121                             | Silvia Valsecchi (ITA)        | 75e        |
| 122                             | Alison Jackson (CAN)          | 48e        |
| 123                             | Ilaria Sanguineti (ITA)       | AB-4       |
| 124                             | Maria Vittoria Sperotto (ITA) | AB-4       |
| 125                             | Katia Ragusa (ITA)            | AB-1       |
| 126                             | Francesca Pattaro (ITA)       | AB-4       |
| Directeur sportif : Walter Zini |                               |            |

| Lares-Waowdeals Women LWW       | Lares-Waowdeals Women LWW | Lares-Waowdeals Women LWW |
| ------------------------------- | ------------------------- | ------------------------- |
| Num                             | Coureur                   | Pos                       |
| 132                             | Alice Cobb (GBR)          | AB-1                      |
| 133                             | Sofie de Vuyst (BEL)      | 15e                       |
| 134                             | Sarah Inghelbrecht (BEL)  | 73e                       |
| 135                             | Daniela Reis (POR)        | 47e                       |
| 136                             | Sarah Rijkes (AUT)        | 68e                       |
| Directeur sportif : Marc Bracke |                           |                           |

| Lensworld-Kuota LWK                     | Lensworld-Kuota LWK             | Lensworld-Kuota LWK |
| --------------------------------------- | ------------------------------- | ------------------- |
| Num                                     | Coureur                         | Pos                 |
| 141                                     | Tatiana Guderzo (ITA)           | 62e                 |
| 142                                     | Alice Maria Arzuffi (ITA)       | 32e                 |
| 143                                     | Maria Giulia Confalonieri (ITA) | AB-4                |
| 144                                     | Annalisa Cucinotta (ITA)        | 72e                 |
| 145                                     | Winanda Spoor (NED)             | AB-3                |
| Directeur sportif : Heidi Van De Vijver |                                 |                     |

| Véloconcept TVW                        | Véloconcept TVW               | Véloconcept TVW |
| -------------------------------------- | ----------------------------- | --------------- |
| Num                                    | Coureur                       | Pos             |
| 151                                    | Christina Siggaard (DEN)      | 67e             |
| 152                                    | Shani Bloch-Davidov (ISR)     | 70e             |
| 153                                    | Doris Schweizer (SUI) (route) | AB-1            |
| 154                                    | Camilla Pedersen (DEN)        | AB-1            |
| 155                                    | Sara Penton (SWE)             | 51e             |
| Directeur sportif : Handberg Madsen Bo |                               |                 |

| WNT                             | WNT                    | WNT  |
| ------------------------------- | ---------------------- | ---- |
| Num                             | Coureur                | Pos  |
| 161                             | Katie Archibald (GBR)  | 18e  |
| 162                             | Lydia Boylan (IRL)     | NP-5 |
| 163                             | Hayley Jones (GBR)     | AB-4 |
| 164                             | Elise Maes (NED)       | 63e  |
| 165                             | Eileen Roe (GBR)       | 61e  |
| 166                             | Natalie Grinczer (GBR) | 23e  |
| Directeur sportif : Graeme Herd |                        |      |

Source.

## Partenaires
Le classement général et celui de la meilleure équipe est parrainé par la société Ovo Energy, celui par points par le site web Wiggle. Le constructeur automobile Skoda parraine le classement de la montagne. Eisberg est partenaire du classement des sprints. Le classement de la meilleure Britannique est financé par Adnams.

## Retransmission
La course est retransmise sur la chaîne ITV4 avec un résumé de trente minutes chaque jour.

### Règlement de la course

#### Délais
Lors d'une course cycliste, les coureurs sont tenus d'arriver dans un laps de temps imparti à la suite du premier pour pouvoir être classés. Les délais prévus sont de 15 % pour toutes les étapes en ligne. La règle des trois kilomètres s'applique conformément au règlement UCI.

#### Classements et bonifications
Le classement général individuel au temps est calculé par le cumul des temps enregistrés dans chacune des étapes parcourues. Des bonifications et d'éventuelles pénalisations sont incluses dans le calcul du classement. Le coureur qui est premier de ce classement est porteur du maillot vert. En cas d'égalité, la somme des places obtenues sur chaque étape départage les concurrentes. En case nouvelle égalité, la dernière étape est décisive. 
Des bonifications sont attribuées dans cette épreuve. L'arrivée des étapes donne dix, six et quatre secondes de bonifications aux trois premières. Les sprint intermédiaires attribuent trois, deux et une seconde aux trois premières.

##### Classement par points
Le maillot blanc, récompense le classement par points. Celui-ci se calcule selon le classement lors des arrivées d'étape.  
Les étapes en ligne et le prologue attribuent aux dix premières des points selon le décompte suivant : 15, 12, 9, 7, 6, 5, 4, 3, 2 et 1. En cas d'égalité, les coureurs sont prioritairement départagés par le nombre de victoires d'étapes. Si l'égalité persiste, la place obtenue au classement général entrent en compte. Pour être classé, un coureur doit avoir terminé la course dans les délais.

##### Classement de la montagne
Le maillot noir, récompense le classement de la montagne. Les ascensions sont classés en trois catégories. Les ascensions de première catégorie rapportent respectivement 10, 9, 8, 7, 6, 5, 4, 3, 2 et 1 point aux dix premières coureuses, celles de deuxième catégorie 6, 5, 4, 3, 2 et 1 point aux six premières enfin celles de troisième catégorie 4, 3, 2 et 1 point aux quatre premières. En cas d'égalité, le nombre de première places sur les grand prix des monts sont décomptés, ensuite les deuxièmes etc. Si l'égalité persiste, la place obtenue au classement général entrent en compte.

##### Classement des sprints
Le maillot rouge, récompense le classement des sprints. Celui-ci se calcule selon le classement lors de sprints intermédiaires. Les trois premiers coureurs des sprints intermédiaires reçoivent respectivement 3, 2 et un point. En case d'égalité, le nombre de premières places sur les sprints intermédiaires est décompté. Si l'égalité persiste, la place obtenue au classement général entrent en compte.

##### Classement de la meilleure Britannique
Le classement de la meilleure Britannique ne concerne que les coureuses de nationalité britannique. Ce classement, basé sur le classement général, attribue au premier un maillot bleu cyan.

##### Classement de la meilleure équipe
La meilleure équipe est désignée en additionnant les temps des trois meilleures coureuses de chaque formation sur chaque étape.

##### Répartition des maillots
Chaque coureuse en tête d'un classement est porteuse du maillot ou du dossard distinctif correspondant. Cependant, dans le cas où une coureuse dominerait plusieurs classements, celle-ci ne porte qu'un seul maillot distinctif, selon une priorité de classements. Le classement général au temps est le classement prioritaire, suivi du classement par points, du classement du meilleur grimpeur, du classement des sprints et du classement de la meilleure Britannique. Si ce cas de figure se produit, le maillot correspondant au classement annexe de priorité inférieure n'est pas porté par celui qui domine ce classement mais par son deuxième.

#### Primes
Les étapes en ligne, permettent de remporter les primes suivantes :
| Position | 1er     | 2e    | 3e    | 4e    | 5e    | 6e    | 7e    | 8e    | 9e    | 10e   |
| Prix     | 1 000 € | 700 € | 500 € | 300 € | 200 € | 175 € | 125 € | 120 € | 120 € | 100 € |

En sus, les coureuses placées de la 11e à la 13e place gagnent 100 €, celles placées de la 14e à la 20e place 80 €.
Le classement général final attribue les sommes suivantes :
| Position | 1er     | 2e      | 3e      | 4e    | 5e    | 6e    | 7e    | 8e    | 9e    | 10e   |
| Prix     | 3 000 € | 2 000 € | 1 500 € | 750 € | 300 € | 250 € | 150 € | 120 € | 100 € | 100 € |

En sus, la 11e gagne 100 €, la 12e et 13e 80 €,  la 14e et 15e 60 €, la 16e et 17e 50 €, enfin  les coureuses placées de la 18e à la 20e place gagnent 40 €.

#### Prix
Le port des différents maillots attribue chaque jour 100 € pour le classement général et 80 € pour les autres. Le prix de la combativité donne également 80 € sur chaque étape. Le classement final des sprints attribue 250 €, tout comme celui de la meilleure Britannique. Les classements par points, de la meilleure grimpeuse et de la meilleure équipe attribuent chacun 500, 250 et 100 € aux trois premières.